# Мазепа Ігор Олександрович
І́гор Олекса́ндрович Мазе́па (нар. 2 липня 1976, Київ) — керівник інвестиційної компанії «Concorde Capital». Член Наглядової ради ПАТ «Державний експортно-імпортний банк України» (з серпня 2014 до 6.07.2016).

## Життєпис

### Освіта
Закінчив Київський економічний університет за фахом «Міжнародна економіка» та «Право».

### Кар'єра
- 1997 — почав кар'єру інвестиційного банкіра у російсько-американській інвестиційній компанії (ІК) Prospect Investments.
- 2000–2002 — директор в ІК «Foyil Securities New Europe», потім — директора в ІК МФК.s
- вересень 2004 — заснував ІК «Конкорд Капітал», став її гендиректором.
- З липня по вересень 20
- 14 року був членом наглядової ради російського ПАТ «Альфа-Банк».
- З 2013 року серед власників платіжної системи QIWI/TYME. У 2018 платіжна система була заборонена на території України.
- На виборах 2014 року був у списку партії Сильна Україна олігарха Сергія Тігіпка (колишній член Партії регіонів). Має близькі стосунки з українським підприємцем Борисом Ложкіним, який неодноразово підтверджував, що Мазепа входить у число його особистих радників[2].
- 2014—2016 — член наглядової ради Укрексімбанку[3]
- 2008—2016 — голова біржової ради ВАТ «Українська біржа»[2].
- 10 листопада 2016 — 14 серпня 2018 — входив до складу наглядової ради Укрсоцбанку.

### Бізнес
Один з найближчих соратників українського олігарха Сергія Тігіпка. Колишній співвласник латвійського представництва ПриватБанку. Мазепа через офшорну компанію «Concorde Bermuda Ltd» (що входила до Concorde) володів 8,5 % банку. Цей банк, окрім іншого, займався відмиванням коштів українського олігарха Сергія Курченка з близького оточення Януковича. Після втечі Януковича увійшов до команди Порошенка, де відповідає за угоди з купівлі державних активів. Одним з найбільших процесів переведення держактивів у власність Порошенка є приватизація «Укрспирту».
З 2016 року Мазепа мав близькі контакти з оточенням Порошенка журналісти Схем (Радіо Свобода) неодноразово фіксували його нічні візити адміністрації президента України.
2014 — після початку російсько-української війни придбав 50 % у компанії «ОМП-2013», яка надавала послуги під брендом QIWI (російський платіжний сервіс) в Україні. За даними ЗМІ, цим сервісом зокрема користувалися для здійснення переказів на непідконтрольні Україні території Сходу країни.
2008—2012 — компанія Мазепи «Конкорд Ессет Менеджмент» на фондовому ринку України здійснювала керування фондами «Достаток», «Перспектива», «Стабільність», «Олігарх», «Піоглобал Україна». Результати управління критикувались у ЗМІ: керівники фондів використовували операції з малоліквідними активами (так звані «сміттєві папери»), що несло підвищений ризик.
2015 — став одним із засновників компанії «PrivateFX», технічного наступника скандально відомої компанії-піраміди «Forex Trend». У квітні 2017 року компанію було продано компанії «PrimeBroker», після чого Мазепа офіційно перестав бути головним акціонером. Після цього Ігор Мазепа видалив зі свого офіційного сайту mazepa.com і сайту компанії Concorde Capital concorde.ua будь-які згадки про PrivateFX.
До кінця травня 2018 року гроші інвесторам PrivateFX не повернули, сайти PrivateFX і PrimeBroker закрито.
У лютому 2016 року SEC повідомила, що в рамках справи про крадіжку новинної інформації, компанія «Concorde Bermuda Ltd.», що могла при торгівлі використовувати вкрадену хакерами інформацію і яку вважають пов'язаною з Concorde Capital, погодилася виконати судове рішення, яке звинувачує компанію в порушенні американських законів «Про торгівлю цінними паперами» та «Про цінні папери». Згідно з рішенням, компанія мала виплатити державі $4,2 млн незаконно отриманого прибутку. Додаткових санкцій (штрафів чи інших обмежень) в рішенні не було.
В 2018 році Concorde Capital Ігоря Мазепи купила 2 % інтернет-магазину косметики та парфумерії «MakeUp».
2019 року Мазепа з засновником та керівниками «Галнафтогазу» купили у німецького HeidelbergCement виробника будматеріалів «Кривий Ріг цемент». 2024 року Мазепа повідомив про інвестицію $15 млн у власну електростанцію на 24 МВт для «Кривий Ріг Цемент», яка має зробити виробництво незалежним від зовнішнього енергопостачання.
2021 року Мазепа став одним із інвесторів проєкту з видобування бурштину в Рівненській області на родовищі «Володимирець Східний». В 2024 році компанія розширила виробництво на Томашгородському родовищі, залучивши до підприємства китайського партнера.
2021 року Мазепа інвестував у газовидобувну сферу. Контрольована ним компанія придбала ліцензію до 2036 року на право видобутку нафти та газу на ділянці площею 79 км² у Львівській області.
У листопаді 2023 року хорватське видання Jutarnji list повідомило, що Мазепа побував у Хорватії і порушив закон. Зокрема, його повітряне судно порушило кордон і приземлилось посеред поля неподалік від Загреба: за це підприємця планували оштрафувати.
Компанія Ігоря Мазепи «Конкорд Консалтинг» з доходом 8,5 млрд грн увійшла до рейтингу від видання «Бізнес Цензор» «200 найбільших компаній України за виторгом у 2023 році».
У квітні 2024 року Мазепа оголосив про плани інвестувати у ринок перевезень, зокрема, реконструювати автостанцію «Київ» біля Центрального залізничного вокзалу.
В травні 2024 року Ігор Мазепа повідомив про отримання його компанією з управління активами «Конкорд Інвест» ліцензії Національної комісії з цінних паперів та фондового ринку України на діяльність з управління активами інституційних інвесторів. За словами інвестбанкіра, ця компанія буде управляти фондами, які інвестують у нерухомість.

## Кримінальне провадження
Справа Мазепи почалася 2014 року, тодішній генеральний директор Concorde Capital із партнерами збудував у Вишгородському районі під Києвом котеджне містечко преміум-класу Goodlife. 2024 року з'ясувалося, що землі містечка — це ділянка лівобережного захисного веслування каскаду київських ГЕС, де заборонено будівництво.
18 січня 2024 року Мазепу було затримано працівниками ДБР під час переходу польського кордону на КПП «Медика-Шегині» в порядку статті 208 КПК України у справі про незаконне заволодіння землею на Київщині. За даними Concorde Capital, Мазепа прямував до Давосу на Економічний форум. Також було затримано трьох учасників злочинної організації, у тому числі брата організатора Юрія. Мазепі було обрано заставу в 700 млн грн, брату Юрію — 500 млн грн.
За даними слідства, організація включала майже 20 фігурантів, серед яких були відомі інвестори у сфері будівництва елітного житла, їхні помічники, юристи, архітектори, землевпорядники, інші спеціалісти та представники держорганів.
19 січня було заарештовано ще двох фігурантів справи, а Печерський суд Києва обрав запобіжний захід підозрюваним у вигляді тримання під вартою до 27 лютого 2024 з можливістю застави на 60 діб. За фігурантів справи можуть внести застави, а саме Танасійчука (20 млн грн) та Пришепчука (40 млн грн), Юрія Мазепу (44 млн грн) та Ігоря Мазепу (349,7 млн гривень). 20 січня прокуратура повідомила про підозру 12 особам, які могли бути причетними до розкрадання земель Київської ГЕС.
23 січня Апеляційний суд Києва частково задовольнив апеляційні скарги, Мазепу залишили під вартою до 27 лютого й зменшили заставу в 16 разів — до 21 млн грн. В вечері того ж дня Мазепа вніс гроші й вийшов з СІЗО.
29 січня Апеляційний суд Києва зменшив розмір застави братові Ігоря Мазепи Юрію з 45 до 5 млн грн.

## Громадська діяльність
- 2008 — обраний головою біржової ради ВАТ «Українська біржа» та обіймає цю посаду досі.
- 2010 — взяв участь у проєкті ICTV «Українська мрія», де з відомими бізнесменами виступив інвестором перспективних бізнес-ідей українців.
- З липня по вересень 2014 — входив до наглядової ради філії російського «Альфа-Банк».
- З серпня 2014 по липень 2016 — член наглядової ради «Державного експортно-імпортного банку України»
- З квітня 2015 по квітень 2017  — голова правління бізнес-ради «Ціна держави».

Concorde Capital's Reception — це бізнес-захід, започаткований 2012 року. У ньому беруть участь власники, топменеджмент компаній та інвестори: Домінік Стросс-Кан (французький політик, економіст, директор-розпорядник МВФ у 2008—2011 роках), Річард Бренсон (засновник Virgin Group), Такада Кензо (японський модельєр і дизайнер, засновник бренду Kenzo), Ладо Гургенідзе (державний діяч Грузії, прем'єр-міністр у 2007—2008 роках). 2018 року гостем став фізик, популяризатор науки Мічіо Каку.
2023 року Мазепа став співінвестором художнього фільму «Буча» про трагічні події під час окупації російськими військами Київської області в перші тижні повномасштабного вторгнення.

### «Маніфест 42»
У травні 2023 року Мазепа анонсував створення антирейтингу правоохоронців та суддів, які використовують повноваження з незаконною метою. 28 червня ініціативу Мазепи підтримали 42 підприємці, які опублікували маніфест на захист 42-ї статті Конституції України.
У листопаді 2023 року рух «Маніфест 42» вимагав виконання доручення президента Зеленського, яке він дав на зустрічі з бізнесом 30 червня 2023 року щодо масових проявів корупційного тиску на бізнес. У грудні 2023 року, «Маніфест 42» передав Зеленському два законопроєкти щодо захисту від силовиків.
19 січня 2024 року, на тлі затримання Мазепи «Маніфест 42» закликав українські бізнеси до спротиву «свавіллю тилових силовиків». В липні 2024 року «Маніфест 42» констатував, що жодна резонансна справа корупційного тиску на бізнес не закрита. Ігор Мазепа повідомив що жоден чиновник чи працівник правоохоронних органів, який взяв участь у скандальних обшуках і затриманнях у січні 2024 року, не поніс відповідальності.

## Спорт
- Підтримує українську збірну з веслування;
- 2016 — команда гребного клубу Concorde Capital посіла друге місце в змаганнях з веслування Кубка Принца Альберта II, які пройшли 20-21 лютого 2016 року в Монте-Карло (Монако). Мазепа брав участь в змаганні;
- У жовтні 2017 року — українка Діана Димченко (команда Concorde Capital з веслування) завоювала золоту медаль в одиночному розряді на Чемпіонаті світу з веслування у Тононі (Франція). Також вона встановила світовий рекорд, пройшовши 6-кілометрову дистанцію за 29 хвилин 58 секунд і 40 десятих секунди.

## Дозвілля
17 жовтня 2023 року на полі хорватської агропромислової компанії PPK Karlovac за 50 км від столиці Загреба сів вертоліт Robinson R66 Turbine з номером UR-HAA, власником якого є Мазепа. Місцеві мешканці викликали поліцію. За словами Мазепи, у протоколі польоту сталася помилка. Мазепа часто бував у Хорватії і прилетів полювати на кабана. За фактом незаконного перетину кордону та приземлення в Хорватії було порушено кримінальну справу, Мазепа мав сплатити штраф.

## Досягнення і нагороди
- 2007 — визнаний найкращим менеджером на фондовому ринку України, згідно з рейтингом видавництва «Економіка».
- 2007 — переможець в номінації «Особистість фондового ринку України» фінансового рейтингу видання «Бізнес».

## Сім'я
- Брат — Мазепа Юрій Олександрович